# Senjak
Senjak (srpski: Сењак) je dio Beograda u kojem se nalazi poveći broj veleposlanstava i diplomatskih rezidencija. Senjak je ekskluzivno i jedno od najbogatijih mjesta Beograda, kraj kojega se nalazi i Dedinje. Mjesto pripada Savskom Vencu.